# 614 Pia
614 Pia eller 1906 VQ är en asteroid i huvudbältet, som upptäcktes 11 oktober 1906 av den tyska astronomen August Kopff i Heidelberg. Den är uppkallad efter Johann Nepomuk Krieger fru Pia.
Asteroiden har en diameter på ungefär 29 kilometer.